# Isla de Santa Catalina (ö i Colombia)
Isla de Santa Catalina är en ö i Colombia.   Den ligger i departementet San Andrés och Providencia, i den nordvästra delen av landet, 1 300 km nordväst om huvudstaden Bogotá. Arean är 1,0 kvadratkilometer.
Terrängen på Isla de Santa Catalina är platt. Öns högsta punkt är 123 meter över havet. Den sträcker sig 1,5 kilometer i nord-sydlig riktning, och 1,4 kilometer i öst-västlig riktning.